# Wapen van Lichtervelde

Het huidige wapen van Lichtervelde.

Het Wapen van Lichtervelde is het heraldisch wapen van de West-Vlaamse gemeente Lichtervelde. Het eerste wapen werd op 7 mei 1840, per koninklijk besluit, aan de gemeente toegekend en werd, per ministerieel besluit, op 1 maart 1993 herbevestigd.

## Geschiedenis
Het wapen is gebaseerd op dat van de graven van Lichtervelde, hoewel bij de aanvraag verkeerdelijk werd gezegd dat de hermelijn 4 en 3 zou zijn. Dit wapen verscheen ook op de zegels van de schepenbank in de 18e eeuw.

## Blazoen
De blazoenering van het eerste wapen luidt als volgt:
Een blaeuw veld, boven met hermelynvel gesprenkeld met zeven stukken, 4 en 3.— Koninklijk Besluit van 7 mei 1840.
Het huidige wapen heeft de volgende blazoenering:
In lazuur een schildhoofd van zilver, beladen met zeven hermelijnstaartjes van sabel, geplaatst 4 en 3.— Ministerieel Besluit van 1 maart 1993.

## Verwante wapens

Wapen van Ardooie.
Wapen van Hamme.